# Rumex simulans
Rumex simulans är en slideväxtart som beskrevs av Karl Heinz Rechinger. Rumex simulans ingår i släktet skräppor, och familjen slideväxter. Inga underarter finns listade i Catalogue of Life.